# Darmstadtium
Darmstadtium (opkaldt efter Darmstadt) er det 110. grundstof i det periodiske system, og har det kemiske symbol Ds: Dette radioaktive overgangsmetal findes ikke i naturen, men skabes i ganske små mængder ad kunstig vej i laboratorier.

## Fremstilling af darmstadtium
Som andre supertunge grundstoffer fremstilles darmstadtium ved at lade en "skydeskive" af et relativt tungt grundstof "beskyde" med ioner af lettere grundstoffer: Ved nogle få af disse kollisioner sammenføjes atomkernerne til en ny kerne af et endnu tungere grundstof – enten darmstadtium, eller et andet tungt grundstof som derefter hurtigt henfalder til en isotop af darmstadtium. Denne metode er i sagens natur ikke videre effektiv, og man "når" kun at fremstille ganske få atomer før de henfalder til andre grundstoffer.

## Historie
De første forsøg på at syntetisere darmstadtium fandt sted i 1986 ved det Forenede institut for kerneforskning i Dubna i det daværende Sovjetunionen: Under en serie forsøg konstaterede man her, at "kollisionsproduktet" afgav en stråling der afspejlede en spontan fissionsreaktion, som forskerne mente måtte stamme fra den isotop der i dag kaldes 272Ds. En senere revision af dette arbejde har dog sået tvivl om hvorvidt denne konklusion er holdbar.
Første gang man med vished har syntetiseret darmstadtium var den 9. november 1994 i Darmstadt i Tyskland. Kun få atomer blev dannet ved kernefusionen, som skete ved at bombardere bly med nikkel.
{\displaystyle {208 \atop 82}\mathrm {Pb} +{62 \atop 28}\mathrm {Ni} \quad \rightarrow \quad {269 \atop 110}\mathrm {Ds} +{1 \atop 0}\mathrm {n} \;}
Grundstoffet blev navngivet efter det sted, hvor det blev fremstillet. Det fik navnet af IUPAC i august 2003.
Det blev (for sjov) foreslået at dette grundstof skulle hedde policium (efter engelsk police som betyder politi), da atomnummeret, 110, også er telefonnummer for nødopkald til det tyske politi.

## Isotoper af darmstadtium
Man kender 15 isotoper af darmstadtium, som alle er radioaktive med ganske korte halveringstider; de mest "sejlivede" er 278Ds, 280Ds og 281Ds, alle med omkring en halv snes sekunder. Broderparten af alle darmstadtiumisotoper har halveringstider der måles i milli- eller sågar mikrosekunder.